# 桑迪·托莱蒂
桑迪·罗丝·托莱蒂（法語：Sandie Rose Toletti；1995年7月13日—），法国女子职业足球运动员，司职中场，目前效力于皇家马德里足球俱乐部和法国国家女子足球队。她曾代表法国参加2024年夏季奥林匹克运动会女子足球比赛。